# Maria Kyridou
María Kyridu –en griego, Μαρία Κυρίδου– (Salónica, 26 de abril de 2001) es una deportista griega que compite en remo. Su hermana Anneta compite en el mismo deporte.

## Trayectoria
En 2017 participó en el Campeonato Mundial de Remo Júnior junto a Artemis Ntouskou, finalizando en sexta posición de la final B con un tiempo de 7:44:730. En 2018 disputó junto a Christina Bourmpou el Campeonato Mundial de Remo Sub-23, terminando en cuarto lugar con un tiempo de 7:36:040. Poco después volvió a participar en el Mundial Júnior de Racice, adjudicándose la victoria con un tiempo de 7:17:100. El 10 de octubre viajó junto a su compañera Bourdou a Buenos Aires para participar en los Juegos Olímpicos de la Juventud de Buenos Aires 2018 en la especialidad de dos sin timonel, venciendo a las checas Anna Santruckova y Eliska Podrazilova en la misma línea de meta.
Ganó una medalla de bronce en el Campeonato Europeo de Remo de 2020, en la prueba de dos sin timonel. Participó en los Juegos Olímpicos de Tokio 2020, ocupando el quinto lugar en la misma prueba.

## Palmarés internacional
| Campeonato Europeo | Campeonato Europeo | Campeonato Europeo | Campeonato Europeo |
| Año                | Lugar              | Medalla            | Prueba             |
| ------------------ | ------------------ | ------------------ | ------------------ |
| 2020               | Poznań (Polonia)   | Medalla de bronce  | Dos sin timonel    |